# Ariane (raketfamilie)

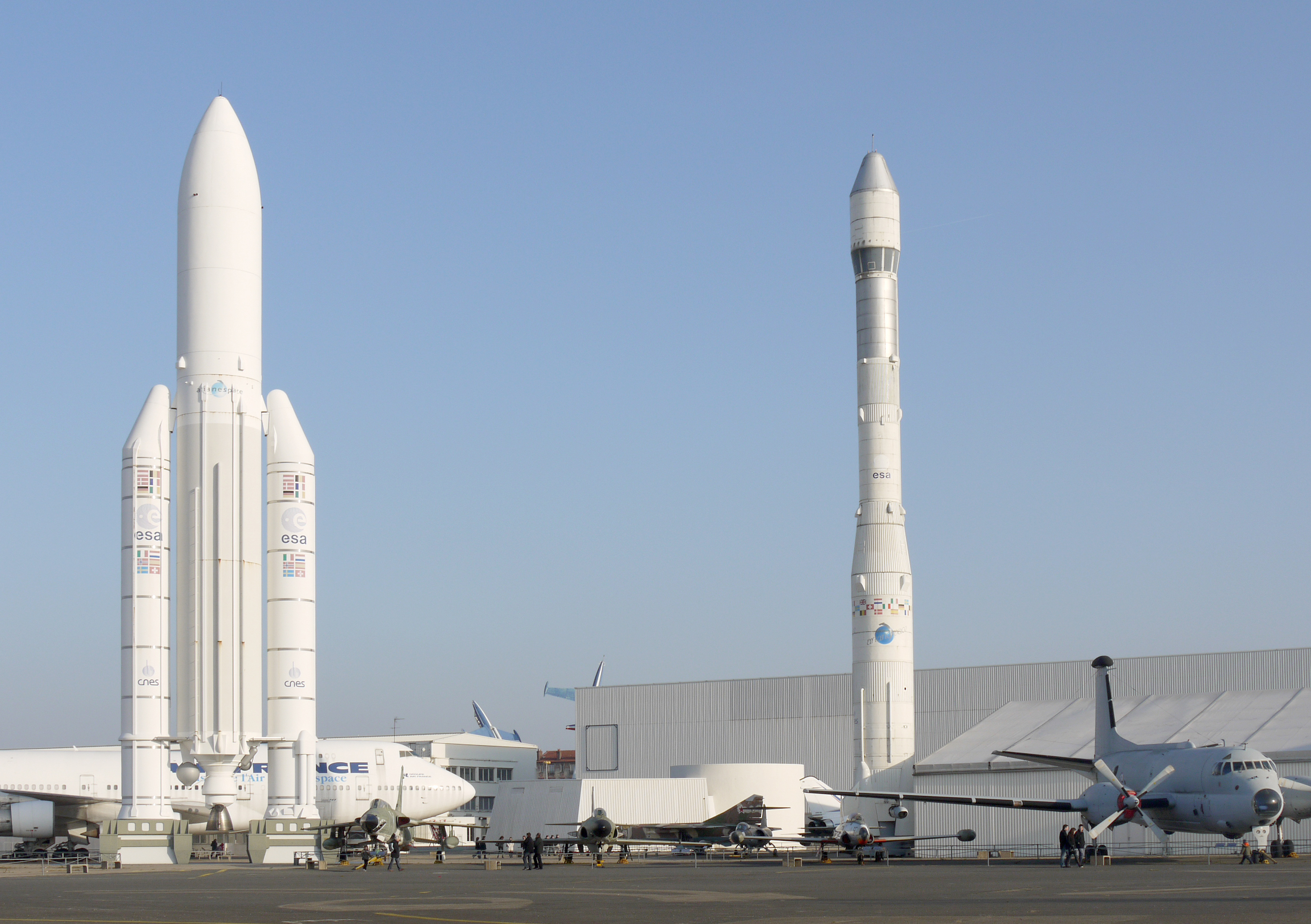
Een Ariane 1 (rechts) en een Ariane 5 (links) model op ware grootte bij het Musée de l'Air et de l'Espace.

De Ariane is een reeks draagraketten van de Europese ruimtevaartorganisatie ESA. In het Frans staat Ariane voor Ariadne, de figuur uit de Griekse mythologie. Naar deze Franse naam is de raket genoemd. De Arianeraketten worden gelanceerd vanaf het Centre Spatial Guyanais (CSG) bij Kourou in Frans-Guyana.

## Chronologie
De Europaraket was in de jaren 70 van de 20e eeuw de eerste poging van de Europese landen om een eigen lanceervoertuig te bouwen. Hiertoe riep een aantal Europese landen verenigd in de European Launcher Development Organisation (ELDO) het Europa-lanceerderprogramma in het leven maar dit programma kwam niet verder dan het ontwikkelstadium. Frankrijk begon vervolgens met een eigen lanceervoertuigprogramma. Nadat de ELDO in 1975 was opgegaan in de Europese Ruimtevaartorganisatie (ESA) werd het project door ESA overgenomen wat resulteerde in de Ariane-raket 
De verschillende versies van de Ariane-raketten:
| Versie   | Eerste lancering                                               | Laatste lancering |
| -------- | -------------------------------------------------------------- | ----------------- |
| Ariane 1 | 24 december 1979                                               | 22 februari 1986  |
| Ariane 2 | 20 november 1987 (de eerste lancering op 30 mei 1986 mislukte) | 2 april 1989      |
| Ariane 3 | 4 augustus 1984                                                | 12 juli 1989      |
| Ariane 4 | 15 juni 1988                                                   | 15 februari 2003  |
| Ariane 5 | 30 oktober 1997 (de eerste lancering op 4 juni 1996 mislukte)  | 6 juli 2023       |
| Ariane 6 | 9 juli 2024                                                    | actief            |

## Ariane 1
De Ariane 1 was een drietrapsraket, gemaakt met technologie van militaire raketten en werd op 24 december 1979 met succes gelanceerd.

## Ariane 2 t/m 4

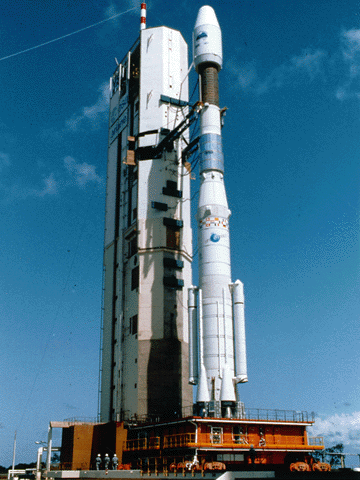
Ariane 42P

De volgende versies, Ariane 2, 3 en 4 waren vergrote versies van de Ariane 1 waarvan Ariane 4 als meest succesvolle versie. De Ariane 3 was overigens geen opvolger van de Ariane 2 maar een gelijktijdig ontwikkelde en gebruikte variant voor andere doeleinden. De grootste verschillen bij deze opvolgers van de Ariane 1 zijn de verbeterde versies van de motoren, wat het mogelijk maakt om grotere ladingen te vervoeren. De grootste versies konden twee satellieten lanceren, gemonteerd in de SPELDA-adapter (Structure Porteuse Externe pour Lancements Doubles Ariane).
De latere versies waren vaak uitgevoerd met aanhang-boosters. Deze uitvoeringen werden aangeduid met een achtervoegsel na het generatienummer. Eerst kwam het totale aantal boosters, dan letters die aanduiden of het trappen met vloeibare (L) of vaste (P) brandstof zijn. Bijvoorbeeld: een Ariane 42P was een Ariane 4 met 2 boosters met vaste brandstof. Een Ariane 44LP had 2 vaste, 2 vloeibare boosters, en een 44L had 4 boosters met vloeibare brandstof.

## Ariane 5
De Ariane 5 was net zo’n succes van Ariane 4. Ariane 5 was een nagenoeg compleet nieuw ontwerp. De twee vulbare laagste trappen werden vervangen door een enkele, cryogene kerntrap. Dit versimpelde de stapeling van rakettrappen, samen met het gebruik van een enkele raketmotor (de Vulcain). Omdat de centrale rakettrap zijn eigen gewicht niet kon dragen, werden de twee vastebrandstofboosters aan de zijkanten gehangen. De boosters konden na gebruik eventueel worden geborgen voor onderzoek maar waren niet herbruikbaar. De bovenste trap was vulbaar en herstartbaar. Deze werd aangedreven door een enkele Aestus-motor. Om twee satellieten op de Ariane 5 te plaatsen werd de SYstème de Lancement Double Ariane (SYLDA)-adapter gebruikt.
Zoals met veel raketten waren de eerste vluchten van sommige Ariane-modellen (gedeeltelijke) mislukkingen maar Ariane 5 werd eind jaren 1990 operationeel. Ariane 4 en 5 behoren tot de betrouwbaarste commerciële raketten ooit gelanceerd. De Ariane 5 ECA werd op 12 februari 2005 gebruikt om de Nederlandse satelliet Sloshsat FLEVO in de ruimte te brengen. Tot en met januari 2006 hebben 169 Ariane-vluchten 290 satellieten gelanceerd, waarvan 271 succesvol in een baan om de aarde zijn geplaatst (223 hoofdladingen en 48 meelifters) met een totaal gewicht van 575.000 kg. Dit slaagpercentage maakte de Ariane op dat moment de meest gebruikte commerciële raket: meer dan twee derde van alle commerciële satellieten werd in die periode gelanceerd met raketten van ESA. Op 26 november 2019 werd voor de 250e keer een Ariane raket gelanceerd.
De krachtigste uitvoeringen van Ariane 5 (de ES en de ECA) vielen in de Heavy Lift-categorie (meer dan 20.000 kg naar een lage baan om de aarde) en zijn geschikt om zware ladingen lanceren. Toen deze debuteerden konden alleen de Spaceshuttle en de Titan IV-B meer massa dan de Ariane 5 in de ruimte brengen en de Proton-M was in capaciteit vergelijkbaar. De Titan IV en de Shuttle werden in 2006 en 2011 buiten gebruik gesteld. In 2018 waren de Falcon 9, de Falcon Heavy, de Delta IV Heavy en de Langemars 5 krachtiger. De zwaarste uitvoering van de Atlas V kwam qua vrachtcapaciteit in de buurt van de Ariane 5. Op 4 mei 2007 vestigde een Ariane 5-ECA-raket een commercieel laadrecord: twee satellieten met een gezamenlijke massa van 9,4 ton. Onder de bekendste lanceringen met een Ariane 5-raket zijn die van ruimtesonde Rosetta, op 4 maart 2004 en de James Webb-ruimtetelescoop op 25 december 2021.
De laatste lancering met de Ariane 5 draagraket werd op 5 juli 2023 succesvol uitgevoerd.

## Ariane 6
Om beter te kunnen concurreren met nieuwe prijsvechters als SpaceX en in de toekomst Blue Origin wordt de Ariane 6 ontwikkeld. Deze moet vooral eenvoudiger zijn en daardoor goedkoper dan zijn voorganger. Er wordt gebruikgemaakt van de gemoderniseerde en simpeler te produceren Vulcain 2.1-motor. De side-boosters zijn uit één behuizingssegment gemaakt. Voor de tweede trap gebruikt men de zeer effectieve Vinci-motor. Verder heeft de zwaarste Ariane 6-configuratie (A64) een iets grotere vrachtcapaciteit dan de Ariane 5. De lichtere A62-configuratie is bedoeld voor iets lichtere vrachten. De Ariane 6 is echter niet herbruikbaar waardoor er zorgen zijn of deze de concurrentie, die wel (deels) herbruikbare raketten heeft of ontwikkelt, aankan. Mede daardoor werkt CNES samen met ArianeGroup aan een kleinere herbruikbare raket die technisch de weg moet plaveien voor een latere herbruikbare raket in de klasse van de Ariane 6.

## Trivia
De namen van een aantal van de voor Ariane-raketten gebruikte raketmotoren (Viking, Vulcain, Vinci) beginnen met de letter V; een verwijzing naar de stad Vernon waar ze zijn ontwikkeld.